# Gnathostomulida
Embranchement
Les Gnathostomulida sont un embranchement de vers marins interstitiels. Une centaine d'espèces sont connues. Ils sont inclus dans le super-embranchement des Gnathifera avec les Syndermata (Rotifera et Acanthocephala) et les Micrognathozoa, dû à la structure de leurs pièces buccales,,. 

## Classification
- Classe Bursovaginoidea Sterrer, 1972
  - Ordre Conophoralia Sterrer, 1972
    - Famille Austrognathiidae Sterrer, 1972
      - Austrognatharia Sterrer, 1971
      - Austrognathia Sterrer, 1965
      - Triplignathia Sterrer, 1991

  - Ordre Scleroperalia Sterrer, 1972
    - Famille Agnathiellidae Sterrer, 1972
      - Agnathiella Sterrer, 1971
      - Paragnathiella Sterrer, 1997

    - Famille Clausognathiidae Sterrer, 1972
      - Clausognathia Sterrer, 1992

    - Famille Gnathostomariidae Sterrer, 1972
      - Gnathostomaria Ax, 1956

    - Famille Gnathostomulidae Sterrer, 1972
      - Chirognathia Sterrer & Sørensen 2006
      - Corculognathia Ehlers & Ehlers, 1973
      - Gnathostomula Ax, 1956
      - Ratugnathia Sterrer, 1991
      - Semaeognathia Riedl 1970

    - Famille Mesognathariidae Sterrer, 1972
      - Labidognathia Riedl 1970
      - Mesognatharia Sterrer, 1966
      - Tenuignathia Sterrer, 1976

    - Famille Onychognathiidae Sterrer, 1972
      - Goannagnathia Sterrer, 2001
      - Nanognathia Sterrer, 1972
      - Onychognathia Riedl, 1971
      - Valvognathia Kristensen & Norrevang, 1978
      - Vampyrognathia Sterrer, 1998

    - Famille Paucidentulidae Sterrer, 1972
      - Paucidentula Sterrer, 1998

    - Famille Problognathiidae Sterrer & Farris, 1975
      - Problognathia Sterrer & Farris, 1975

    - Famille Rastrognathiidae Kristensen & Norrevang, 1977
      - Rastrognathia Kristensen & Norrevang, 1977
- Classe Filospermoidea Sterrer, 1972
  - Ordre Filospermoida Sterrer, 1972
    - Famille Haplognathiidae Sterrer, 1972
      - Haplognathia Sterrer, 1970

    - Famille Pterognathiidae Sterrer, 1972
      - Cosmognathia Sterrer, 1991
      - Pterognathia Sterrer, 1966

## Phylogénie
|  | Micrognathozoa                                              |
|  |                                                             |
|  | \| \| Acanthocephala \| \| \| \| \| \| Rotifera \| \| \| \| |
|  |                                                             |
|  | Acanthocephala                                              |
|  |                                                             |
|  | Rotifera                                                    |
|  |                                                             |

|  | Acanthocephala |
|  |                |
|  | Rotifera       |
|  |                |

|  | Micrognathozoa                                              |
|  |                                                             |
|  | \| \| Acanthocephala \| \| \| \| \| \| Rotifera \| \| \| \| |
|  |                                                             |
|  | Acanthocephala                                              |
|  |                                                             |
|  | Rotifera                                                    |
|  |                                                             |

|  | Acanthocephala |
|  |                |
|  | Rotifera       |
|  |                |